# Singureni (Giurgiu)
Pour les articles homonymes, voir Singureni.
Singureni est une commune située dans le județ de Giurgiu , en Roumanie. Elle est composée de trois villages, Crânguri, Singureni et Stejaru.